# عندليب العمد
عندليب العمد (1899م-1979م، ولدت في نابلس) هي مربية وناشطة في حركات نسائية، وبادرت بتأسيس العديد من اللجان والمستشفيات، وبحياتها كانت صورة للمرأة الصلبة، الواعية، المتفانية والتي تملك صفات قيادية رفيعة.

## حياتها

### مسيرتها التعليمية
درست عندليب في مدارس نابلس لكنها لم تكمل تعليمها، لانه بزمنها لم يكن متاحاً للبنات فرصة لإتمام تعليمهن، لكنها لم تتوقف عند تلك النقطة بل تعلمت الخياطة، وإفتتحت مشغلاً للخياطة كي تتمكن من الإنفاق على نفسها وعلى أولادها.

### مناصب
تم تعيينها كنائبة رئيس جمعية الاتحاد النسائي العربي حتى سنة 1948م، لترتقي لرئيسة الجمعية وتبقى بهذا المنصب حتى وفاتها.
وبسنة 1958م كانت عندليب رئيسة اتحاد الجمعيات الخيرية للواء نابلس، وكما أنها كانت عضوة مؤسسة في اللجنة التنفيذية للهلال الأحمر.

### مبادرات
إندمجت بالعمل الاجتماعي والسياسي، وكانت نشيطة بالنواة النسوية التي شكلت بسنة 1922م على يد رفيقة دربها السيدة مريم هاشم، حيث تولت العديد من الأعمال الخيرية، الوطنية، والاجتماعية. حتى وصلت النشاطات هذه إلى ذروتها في الاضراب بسنة 1936م والمقاومة المسلحة التي اتت بعده واستمرت حتى حلول عام 1939م. 
أنشأت بسنة 1945م النادي الثقافي الرياضي.  كما ساهمت في تأسيس لجنة التعاون والثبات «الجناح النسوي لمقاومة المشروع الصهيوني».
خلال الحرب بسنة 1948م بادرت عندليب لتشكيل لجنة من الفتيات ليقمن بإسعاف الجرحى. وبادرت لفتح دار توليد للنساء الحوامل، وبسنة 1959م أسست العديد من المستشفيات منها: مستشفى الشهداء، ومستشفى لمعالجة النساء والأطفال، أما بسنة 1970م عملت على تأسيس مستشفى الاتحاد النسائي بنابلس، واما بسنة 1962م أسست معهد النور للكفيفات.
في عام 1967م ساهمت بمساعدة عائلات المعتقلين، وهذا هو الأمر الذي أدى لأن تحصل على تحذيرات متكررة من قوات الاحتلال.